# Telestes pleurobipunctatus
Telestes pleurobipunctatus es una especie de pez de la familia de los ciprínidos (Cyprinidae). Es un pez de agua dulce endémico del oeste de Grecia. Los machos pueden llegar a alcanzar los 18 cm de longitud total. Su reproducción tiene lugar entre febrero y mayo. Se alimenta principalmente larvas de insectos y, también, de otros animales materia vegetal.